# Onobrychis conferta
Onobrychis conferta là một loài thực vật có hoa trong họ Đậu. Loài này được (Desf.) Desv. miêu tả khoa học đầu tiên.